# 日本綜合医学会
NPO法人日本綜合医学会　は、食養会の流れを汲む 医学会。

## 概要
ようやく食糧事情も落ち着いてきた1954年（昭和29年）沼田勇、中川雅嗣、清水厚生病院長の渡会浩、元鋼管病院長の中西俊明が沼津に集まり、今後の医療、東西医学の比較、日本の全人的治療について協議し、これらの考えに賛同する医師や治療実践者のための学会を作ったらどうかと言うことになり、四人の発案により結成発足した。
同年10月24日、これに医事新報社の大島、林仁一郎、河内省一、土本重、成田常次郎、日野厚、他が加わり約30名で第一回大会が熱海市順天堂医科大学療にて開催された。 沼田勇が二木謙三に、玄米自然食を骨子とする学会を企画したことを相談すると、即座に賛成し、会長を快諾した。
NPO（特定非営利活動法人）法人日本綜合医学会　日本綜合医学会は、2000年（平成12年）NPO法人日本綜合医学会として再スタートした。
目的　この法人は、医、食、農、水についての古今東西の良識英知を集め、国民に対して、食を基本とした健康及び疾病の予防を実現するため、総合的な医学・医療に関する研究と普及及び人材の育成を図ることで、国民の健康の開発と増進に貢献することを目的とする。
会の活動は、年一回の全国大会の開催、季刊誌の発行、全国大会では会員の発表や特別講師の講演などを行っている。
2003年（平成15年）には、『正しい食生活の基本を考える「食養」の理念や方法、伝統的和食の良さ』を学ぶことを目的とし、NPO法人日本綜合医学会食養学院を開講し、現在（2021年）までに18期生を迎え、その終了生は1000名を超えている。